# Cibitoke
Cibitoke ist eine Stadt im Nordwesten des zentralafrikanischen Staates Burundi und Hauptstadt von dessen gleichnamiger Provinz Cibitoke. Sie liegt etwa fünf Kilometer östlich des Flusses Ruzizi, der hier die Grenze zur Demokratischen Republik Kongo bildet.
Die Einwohnerzahl lag 1990 bei 8280 und 2008 bei 23.885.
In direkter Umgebung befindet sich die Nyakagunda Kriegsgräberstätte.
Die Stadt ist Geburtsort von Odette Ntahonvukiye (* 1994), einer burundischen Judo-Kampfsportlerin.

## Nachweise
1. ↑  citypopulation.de/Burundi-Cities